# Alexandra Perina-Werz

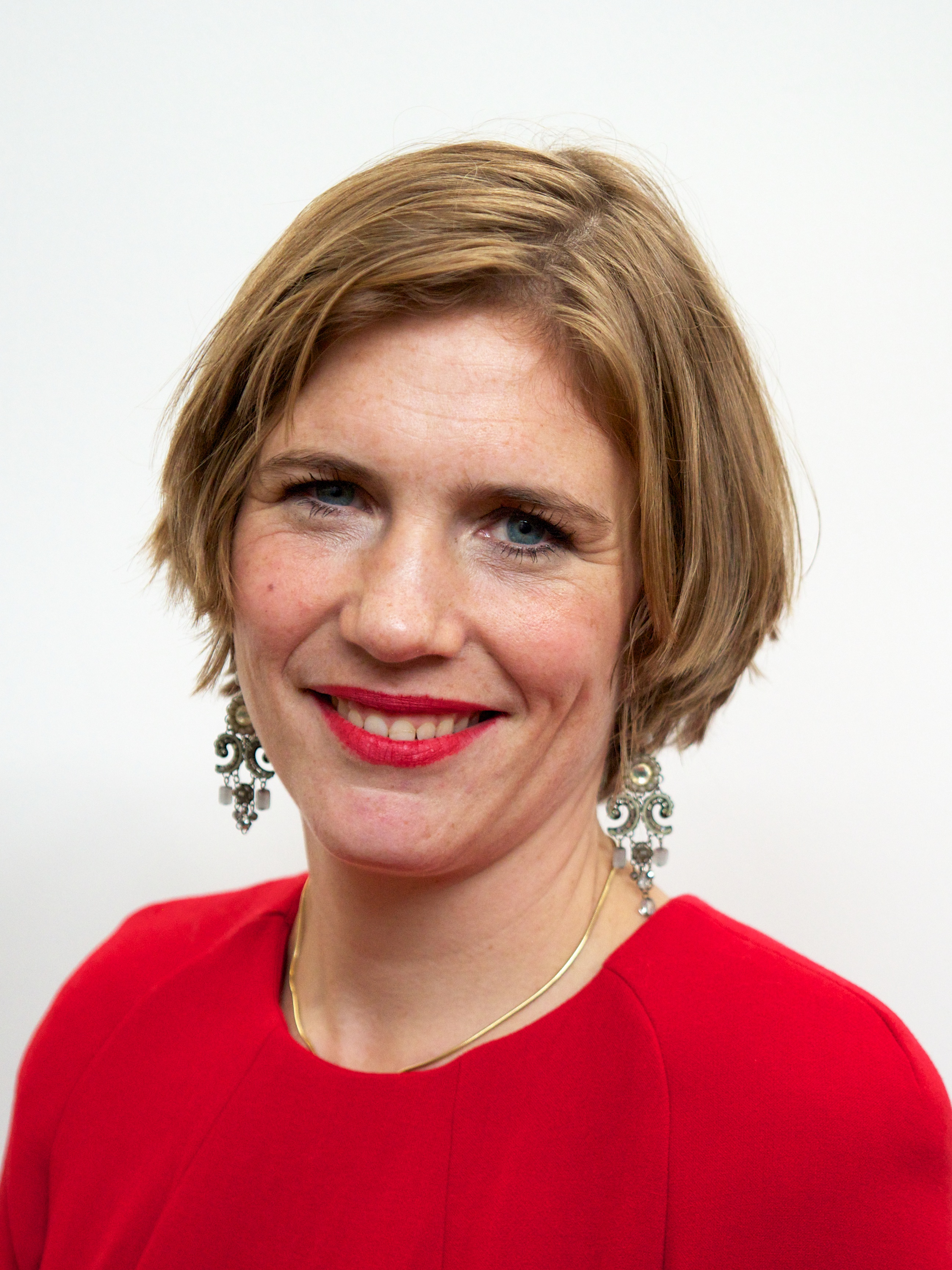
Alexandra Perina-Werz, 2014

Alexandra Perina-Werz (* 3. August 1976; heimatberechtigt in Genf und Häggenschwil) ist eine Schweizer Politikerin (CVP).
Von 2013 bis 2014 war sie Mitglied des Grossen Rates des Kantons Bern. Von 2014 bis 2017 präsidierte sie die Berner Sektion der CVP.

## Leben und Politik
Perina-Werz ist in Bolligen aufgewachsen und besuchte später das Gymnasium Kirchenfeld in Bern, welches sie 1996 mit der Matura abschloss. Nach ihrem Studium am Hochschulinstitut für internationale Studien und Entwicklung (IHEID) startete sie ihre berufliche Laufbahn als wissenschaftliche Mitarbeiterin der CVP Schweiz. Zwischen 2005 und 2008 war sie internationale Sekretärin der CVP Schweiz, ab 2006 zusätzlich auch Pressesprecherin der CVP Schweiz für die Westschweiz. 2005 absolvierte sie berufsbegleitend eine Weiterbildung in der Gesundheitspolitik am Hochschulinstitut für öffentliche Verwaltung (IDHEAP).
2008 wurde sie zur Fraktionssekretärin der  CVP/EVP/glp-Fraktion der Bundesversammlung gewählt. Nach der Neuformierung der Fraktionen im Anschluss an die Parlamentswahlen 2011 übernahm sie die Leitung des Fraktionssekretariates der CVP-EVP-Fraktion. Parallel dazu ist sie stellvertretende Generalsekretärin der CVP Schweiz. 2009 und 2012 führte sie interimistisch das Generalsekretariat der CVP Schweiz. 2013 rückte sie für den zurückgetretenen Daniel Kast in den Grossen Rat des Kantons Bern nach.
2014 wechselte sie in die Privatwirtschaft. Bis 2017 leitet sie die Public Affairs beim Krankenversicherer Groupe Mutuel, anschliessend als Leiterin Politik bei Raiffeisen Schweiz. Seit 2020 ist sie Fachreferentin im Stab von Bundesrätin Viola Amherd.
Perina-Werz gilt als Spezialistin in Gesundheits- und Sozialfragen sowie in der Wirtschafts-, Sicherheits- und Aussenpolitik.

## Privates
Perina-Werz ist verheiratet und Mutter von zwei Söhnen (* 2011 und * 2017).